# Gérard Genette
(Gérard Genette, Figure, pp. 190-191)
Gérard Genette (Parigi, 7 giugno 1930 – Ivry-sur-Seine, 11 maggio 2018) è stato un critico letterario e francesista francese.
È considerato un esponente di spicco dello strutturalismo, insieme a Roland Barthes e Claude Lévi-Strauss, dai quali ha ripreso il concetto di bricolage. È anche ritenuto uno dei massimi esponenti di quella branca della teoria della letteratura che prende il nome di narratologia.

## Biografia
Nacque a Parigi nel 1930. 
Genette fu attivo sia come studioso che come insegnante, in qualità di Ancien Directeur de recherches presso l'École des Hautes Études en Sciences Sociales. Nel 1967 venne nominato professore di letteratura francese presso la Sorbona. Fu inoltre visiting professor alla New York University. 
Diresse la collana "Poétique" presso le Éditions du Seuil.
Tra le sue opere si segnala la serie di Figure (Figures), e in particolare il quarto volume, intitolato Nuovo discorso del racconto (Nouveau discours sur le récit). Anche se la sua influenza è stata minore di quella di Barthes e Lévi-Strauss, è tuttora difficile non imbattersi (anche al di fuori dello strutturalismo) in termini e tecniche derivanti dal suo lessico specifico: sono suoi, ad esempio, neologismi tecnici come paratesto ed (extra-)diegetico.

Celebri e studiati sono inoltre i due volumi L'opera dell'arte (1994-97), di particolare interesse nel campo dell'estetica. Di grande importanza è la spiegazione dei predicati estetici, e la definizione di apprezzamento estetico. 
(Gérard Genette, L'opera dell'arte - La relazione estetica, Bologna: Clueb, 1999, p. 103)

## Opere principali
I testi sono pubblicati in Francia da Seuil, e in Italia prevalentemente da Einaudi. I due volumi di L'Opera dell'arte sono pubblicati da CLUEB nella collana Lexis - Idee delle arti.
- Figures, 1966. (Figure. Retorica e strutturalismo, tr. Franca Madonia, Torino: Einaudi, 1969)
- Figures II, 1969. (Figure II. La parola letteraria, tr. Franca Madonia, Torino: Einaudi, 1972)
- Figures III, 1972. (Figure III. Discorso del racconto, tr. Lina Zecchi, Torino: Einaudi, 1976)
- Mimologiques: voyage en Cratylie, 1976.
- Introduction à l'architexte, Paris: Seuil, coll. « Poétique », 19791 ; coll. « Points essais », 2004;
  - trad. it. di Armando Marchi, Introduzione all'architesto, Parma: Pratiche, 1981.
- Palimpsestes, 1982. (Palinsesti. La letteratura al secondo grado, tr. Raffaella Novità, Torino: Einaudi, 1997).
- Nouveau discours du récit, 1983 (Nuovo discorso del racconto, tr. Lina Zecchi, Torino: Einaudi, 1987)
- Seuils, 1987 (Soglie. I dintorni del testo, tr. Camilla Maria Cederna, Torino: Einaudi, 1989)
- Fiction et diction, 1991 (Finzione e dizione, tr. Sergio Atzeni, Parma, Pratiche, 1994)
- L'Œuvre de l'art, 1: Immanence et transcendance, 1994. (L'opera dell'arte. 1. Immanenza e trascendenza, tr. Riccardo Campi, a cura di Fernando Bollino, Bologna: Clueb, 1998)
- L'Œuvre de l'art, 2: La relation esthétique, 1997. (L'opera dell'arte. 2. La relazione estetica, tr. Riccardo Campi, a cura di Fernando Bollino, Bologna: Clueb, 1998)
- Figures IV, 1999.
- Figures V, 2002.
- Métalepse: De la figure à la fiction, 2004.
- Bardadrac, 2006.
- Codicille, 2009.
- Apostille, 2012.
- Des genres et des oeuvres, 2012 (sette saggi da Figures IV e Figures V)
- Pensée de Rousseau (antologia di Rousseau, in collaborazione con Tzvetan Todorov), 2012.
- Épilogue, 2014
- Postscript, 2016.